# Mount Pleasant, Falklandsöarna

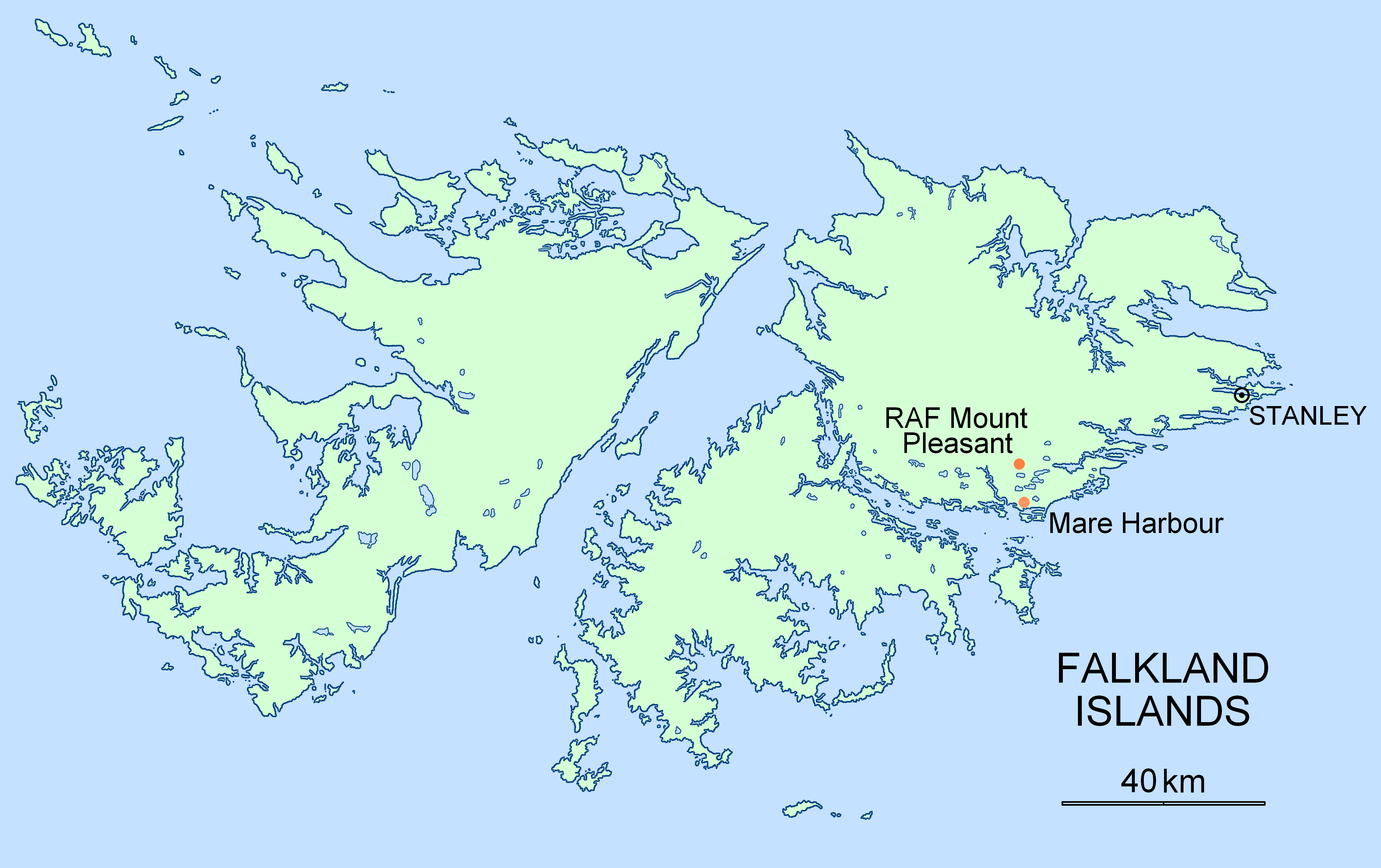
Mount Pleasant

Mount Pleasant är en brittisk flygbas och förläggningsort för British Forces South Atlantic Islands, belägen cirka femtio km sydväst om Falklandsöarnas huvudstad Stanley. Den byggdes efter Falklandskriget 1982 och invigdes 1985.
Själva den militära flygbasen benämns RAF Mount Pleasant , den civila flygverksamheten Mount Pleasant Airport och hela anläggningen, inklusive bostäder, Mount Pleasant Complex.
Mount Pleasant är (med IATA-koden MPN och ICAO-koden EGYP) ögruppens enda internationella flygplats för civilflyg.
Flygförbindelserna med det sydamerikanska fastlandet som före Falklandskriget gick från kortbaneflygplatsen Stanley Airport till Comodoro Rivadavia i Argentina upprätthålls numera i stället med Punta Arenas i Chile med det chilenska flygbolaget LAN. Dock mellanlandar flyget till Punta Arenas en gång per månad i den argentinska staden Río Gallegos. Förbindelsen med Storbritannien upprätthålls genom att civila passagerare får medfölja militära transportflyg som gör ett tankstopp i Kap Verde (tidigare på ön Ascension, som dock stängdes för stora plan av tekniska skäl 2017). Dessa flygningar utförs på entreprenad av civila flygbolag. Sedan 2014 är AirTanker Services kontrakterat för denna förbindelse.
Ytterligare en flygförbindelse med det sydamerikanska fastlandet startades hösten 2019. Den utgår från Sydamerikas största flygplats i São Paulo i Brasilien. 
Utöver den här förlagda militära personalen finns också en civil befolkning, som 2017 beräknades till 359 personer .